# Bamlak Tessema Weyesa
Bamlak Tessema Weyesa, né le 30 décembre 1980 à Addis-Abeba, est un arbitre éthiopien de football.

## Carrière
Il devient arbitre de la FIFA en 2009. Il sert comme arbitre lors des éliminatoires du second tour de la CAF pour la Coupe du Monde 2014, en commençant par le match du premier tour entre Djibouti et la Namibie.
Il arbitre le match de la remontada de l'Espérance Sportive de Tunis face à Al Ahly, finale de la Ligue des champions de la CAF 2018.
En mars 2019, il arbitre la finale de la  Supercoupe de la CAF. qui s'est déroulée au Qatar entre  l'Espérance Sportive de Tunis et le  Raja Club Athletic  , remportée par ce dernier.